# Selección de críquet de España
La Selección de críquet de España es el equipo representativo del país en las competiciones oficiales. Se convirtió en miembro afiliado a la International Cricket Council en 1992 y es miembro asociado desde 2017. En su palmarés destacan las medallas de bronce obtenidas en los Europeos de 2022 y 2023.

## Historia
Se tiene constancia de que el cricket se jugó por primera vez en España en el año 1809 por soldados del Duque de Wellington. Durante la Guerra de la Independencia Española, los soldados jugaban en Ciudad Rodrigo, Lugo y Orense. Existen numerosos registros de partidos jugados por las fuerzas británicas de tierra y mar que visitaban el país, ya fuera entre ellas o contra las comunidades locales de expatriados británicos.
El juego entró en una nueva era en España con la fundación del Madrid Cricket Club en 1975. Al principio se basó en jugadores británicos e indios, pero pronto se unieron miembros antillanos y españoles.
En junio de 1989, se formó un Comité Ejecutivo Nacional y se dieron los primeros pasos para unificar todos los clubes de críquet de España.